# Colón (Cuba)
Colón é um município de Cuba pertencente à província de Matanzas. O município tem uma área de 547 km² e uma população próxima a 68.021 pessoas. A cidade propriamente, com uma população próxima a 44 mil pessoas, é a terceira maior em sua província.